# Keratella serrulata
Keratella serrulata is een raderdiertjessoort uit de familie Brachionidae. De wetenschappelijke naam van deze soort is voor het eerst geldig gepubliceerd in 1838 door Ehrenberg.